# Ботовые
Ботовые, или ботусовые, или арноглоссовые, или левосторонние камбалы, или ромбовые (лат. Bothidae) — семейство лучепёрых рыб из отряда камбалообразных.
Большинство видов лежат на морском дне на правом боку, и оба глаза находятся на левой стороне. Семейство также отличается наличием шипов на рыле и возле глаз.
Большинство видов очень маленькие, длиной от 6 до 20 см, самые крупные виды достигают в длину до 45 см. Обитают в тропических и умеренных регионах Атлантического, Индийского и Тихого океанов. Они питаются мелкой рыбой и донными беспозвоночными. Они откладывают пелагические яйца, дрейфующие с каплей жира в открытой воде. Некоторые виды имеют большое экономическое значение.

## Классификация
В семействе 163 вида, объединённых в 20 родов:
- Arnoglossus Bleeker, 1862 — Арноглоссы[5]
- Asterorhombus Tanaka, 1915 — Астероромбусы, или звёздчатые ромбы
- Bothus  Rafinesque, 1810 — Ботусы
- Chascanopsetta Alcock, 1894 — Пеликановидные камбалы
- Crossorhombus  Regan, 1920 — Кроссоромбы
- Engyophrys  Jordan & Bollman, 1890 — Узкоглазые ботусы
- Engyprosopon  Günther, 1862 — Узколобые ботусы, или ботусы-узколобы
- Grammatobothus  Norman, 1926 — Многоглазые ботусы
- Japonolaeops  Amaoka, 1969 — Японолеопсы
- Kamoharaia  Kuronuma, 1940 — Камохарии, или большеротые камбалы
- Laeops  Günther, 1880 — Леопсы
- Lophonectes  Günther, 1880 — Лофонекты, или хохлатые камбалы (род)
- Monolene  Goode, 1880 — Монолены, или глубоководные карибские камбалы
- Neolaeops  Amaoka, 1969 — Неолеопсы
- Parabothus  Norman, 1931 — Паработусы
- Perissias  Jordan & Evermann, 1898
- Psettina  Hubbs, 1915 — Псеттины
- Taeniopsetta  Gilbert, 1905 — Тэниопсетты
- Tosarhombus  Amaoka, 1969 — Тосаромбы
- Trichopsetta  Gill, 1889 — Трихопсетты